# السبعة الرائعون (فلم 2016)
السبعة الرائعون (بالإنجليزية: The Magnificent Seven) هو فيلم أكشن غربي أمريكي صدر في 23 سبتمبر 2016 من إخراج أنطوان فوكوا وتاليف نك بيزولاتو وبطولة كريس برات ودنزل واشنطن وماثيو بومر وإيثان هوك وفينسنت دونوفريو ولي بيونغ هون ومانويل غارسيا رالفو وبيتر سارسجارد وهيلي بنيت. هذا الفيلم هو إعادة عمل لفيلم السبعة الرائعون الذي أُنتِج في سنة 1960.

## القصة
يفد سبعة رجال خارجين عن القانون وهم مدججين بالسلاح من الغرب القديم إلى قرية بعيدة بهدف مساعدة أهلها في مقابل المال على مواجهة عصابة تحاول استغلالهم وإخضاعهم، ومع الوقت يكتشف الرجال السبعة أن هناك ما هو أهم وأكثر قيمة من المال.

## البطولة
- دنزل واشنطن بدور سام تشزولم
- كريس برات بدور جوشوا فاراداي
- إيثان هوك بدور جودنايت روبيشو
- فينسنت دونوفريو بدور جاك هورن
- مانويل غارسيا رولفو بدور فاسكيز
- لي بيونغ هون بدور بيلي روكس
- بيتر سارسجارد بدور بارتولوميو بوج
- هيلي بنيت بدور إيما كولن
- لوك غريمس بدور تيدي كيو
- ماثيو بومر بدور ماثيو كولن
- جوناثان جوس بدور دينالي
- كام جيجنديت بدور مككان
- شون بريدجيرس بدور فاننغ
- بيلي سلوتر بدور جوسيا

## التقييم
حصل الفيلم على تقييم 63% بناءً على 279 مراجعة في موقع الطماطم الفاسدة وذكر النقاد فيه أن الفيلم كان ناجح من حيث الكلاسيكية والدراما لكنه كان فاشل من حيث الأكشن. في موقع ميتاكريتيك حصل الفيلم على تقييم 54 من 100 وحصل على 50 نقد بين الإيجابي والسلبي.

## وصلات خارجية
- مقالات تستعمل روابط فنية بلا صلة مع ويكي بيانات

لا توجد روابط لمواقع التواصل الاجتماعي.